# Plevník-Drienové
Plevník-Drienové (in ungherese Pelyvássomfalu) è un comune della Slovacchia facente parte del distretto di Považská Bystrica, nella regione di Trenčín.